# Антоніо Сканделло
Антоніо Сканделло (італ. Antonio Scandello; нар. 17 січня 1517, Бергамо — пом. 18 січня 1580, Дрезден) — італійський композитор родом з Бергамо.

## Загальні відомості
Працював музикантом при дворі курфюрстів Саксонії у Дрездені. 1549 року він став придворним майстром, а 1568 року — капельмейстером Капели курфюрстів Саксонії, де він замінив Маттеуса Ле Местра. Його музика поєднує в собі елементи італійського Відродження з німецькими музичними традиціями.
Сканделло написав поминальну месу для саксонського курфюрста Моріца (Missa super Epithaphum Mauritii), який був смертельно поранений під час битви за Сіверсгаузен. Меса заснована на мотеті на латинську епітафію Моріцу, написану Георгом Фабриціусом з Майсенської князівської школи. Меса була виконана під час поховання курфюрста у  Фрайберзі в 1562 році.
Сканделло пішов з життя 18 січня 1580 в Дрездені.

## Музика
- Bona sera, come stai cor mio